# هزارخار
برای گیاهی به این نام به هزارخار (سرده) نگاه کنید.

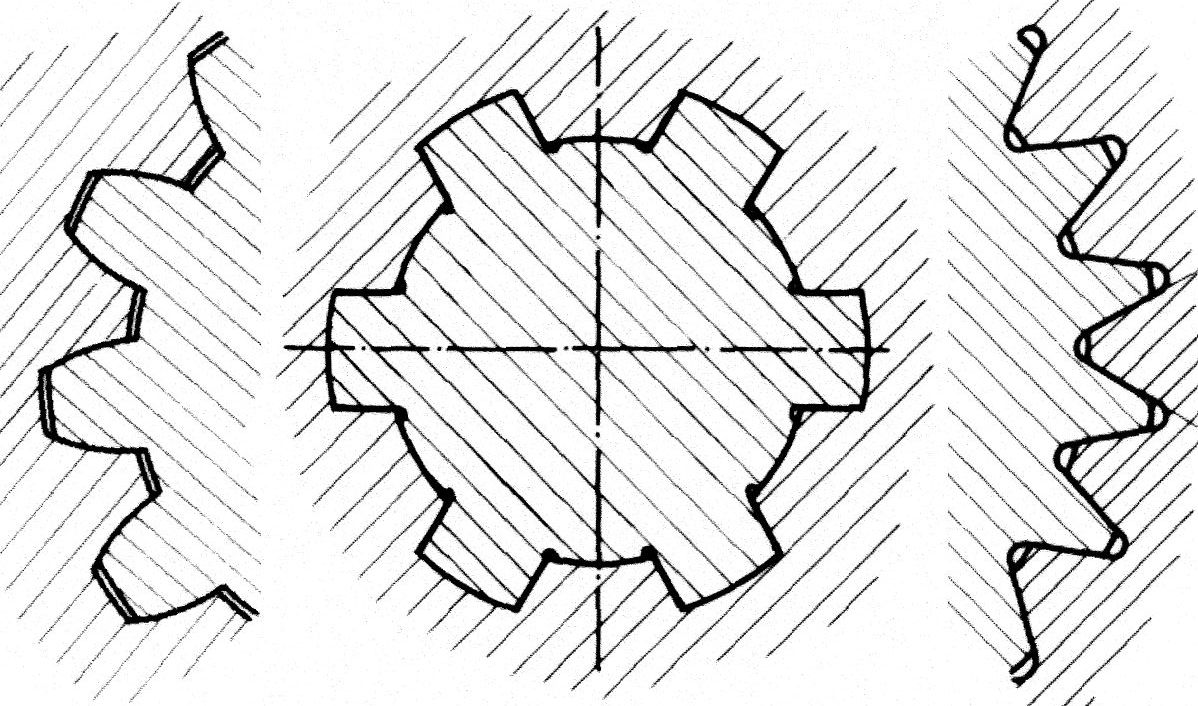
هزارخار

هزارخار (به انگلیسی: Spline) قطعه‌ای است برای انتقال گشتاور چرخشی بین دو محور و همراستاسازی آن‌ها به منظور مونتاژ بکار می‌رود. جزء مکانیکی دیگری که برای ایفای همین نقش بکار می‌رود خار است.

## محورهای هزارخار
از نظر تئوری محورهای هزارخار از چندین خار انطباقی به‌وجود می‌آید. از نظر عملی بر روی محور چندین شیار ایجاد می‌شود و این کانال‌ها در داخل سوراخ توپی نیز ایجاد می‌شوند که محور و توپی توسط این کانال‌ها با یکدیگر اتصال پیدا می‌کنند.

## کاربرد هزارخار
از میله‌های هزارخار زمانی استفاده می‌شود که بخواهیم اجزای انتقال حرکت (مانند چرخ دنده) روی میله لغزان بوده و حرکت طولی داشته باشند، همچنین در مواردی که نیروی انتقالی زیاد و جهت حرکت متناوباً تغییر کند استفاده می‌شود.

## انواع هزارخار
دو نوع کلی در صنعت به کار می‌رود عبارت است از:
- هزارخار دوطرف صاف
- هزارخار گُستران (اینولوت)

هزارخار گستران: به علت افزایش تدریجی ضخامت دندانه و ضریب تمرکز تنش پایین‌تر (حدود ۷ برابر کمتر) مستحکم‌تر از نوع دندانه دو طرف صاف است. علاوه بر این هزارخارهای اینولوت عمل خود مرکز توپی و محور تحت بار را تضمین می‌نمایند. آنها بسیار شبیه چرخ‌دنده‌ها هستند. اما ارتفاع دندانه کمتری نسبت به چرخ‌دنده‌ها دارند (دندانه پهن بنابراین یک هزارخار گستران را می‌توان با همان ماشینی که در تولید چرخ‌دنده به کار می‌رود ساخت. هزارخارهای گستران استاندارد از زاویه فشار اسمی متنوعی مانند ۱۴٫۵-۲۰-۲۵-۳۰-۳۷٫۵ و ۴۵ استفاده می‌کنند. سه زاویه فشار اول همان‌هایی هستند که معمولاً چرخ دنده‌ها بکار می‌روند.

## پارامترهای هزارخار
شکل پایین پارامترهای اصلی لازم برای هزارخار داخلی یا خارجی را نشان می‌دهد.
استانداردهای توپی و میله: جدول زیر استانداردهای توپی و میله هزارخار را به‌طور ساده نشان می‌دهد.